# Kastanietowate
Kastanietowate (Cheilodactylidae) – niewielka rodzina morskich ryb okoniokształtnych obejmująca około 30 gatunków, blisko spokrewnionych z przedstawicielami rodziny Latridae. Ich mięso jest smaczne i cenione. Przykładowym przedstawicielem rodziny jest kastanieta (Nemadactylus bergi).

## Występowanie
Ciepłe i umiarkowane wody oceaniczne półkuli południowej i zachodni Ocean Spokojny wzdłuż wybrzeży Chin, Japonii i Hawajów. Na przełomie XX i XXI wieku stwierdzono poszerzanie się zasięgu niektórych gatunków na południe, prawdopodobnie w wyniku globalnego ocieplenia.

## Ekologia
Przebywają przy dnie, zwykle nad kamienistym podłożem. Żywią się małymi zwierzętami bezkręgowymi pobieranymi z dna oraz planktonem roślinnym.

## Cechy diagnostyczne
Ciało kastanietowatych jest wydłużone i bocznie spłaszczone, trzon ogonowy smukły, pysk mały, zakończony mięsistymi wargami. Płetwa grzbietowa ciągła. Jej przednia część opiera się na 14–22 promieniach ciernistych, a tylna na 19–39 miękkich. W płetwie odbytowej znajdują się 3 ciernie (przy czym trzeci może być słabo widoczny) oraz 7–19 promieni miękkich. Dolne lub środkowe (od 4 do 7 licząc od dołu) promienie płetw piersiowych większości dorosłych osobników są wydłużone, cienkie, ale twarde, czasami pozbawione błony. Liczba kręgów zwykle wynosi 24.
Są to w większości nieduże ryby o długości od około 18 cm (Cheilodactylus pixi) do 30–40 cm. Największe osobniki dorastają do ponad 1 m długości (Chirodactylus grandis do 1,8 m).

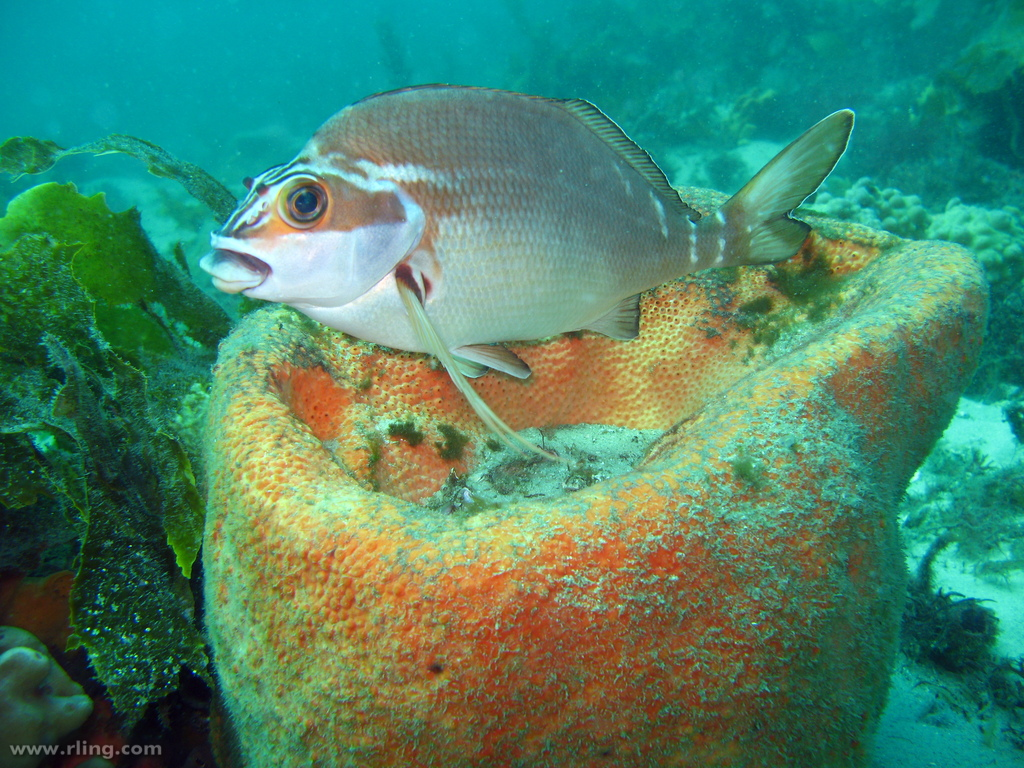
Cheilodactylus fuscus

## Klasyfikacja
Rodzaje zaliczane do tej rodziny:
Cheilodactylus — Chirodactylus — Dactylophora — Nemadactylus

## Znaczenie gospodarcze
Niektóre gatunki kastanietowatych mają pewne znaczenie gospodarcze. Są poławiane dla smacznego i cenionego mięsa oraz do przerobu na mączkę rybną i olej. Mniejsze bywają przedmiotem handlu dla potrzeb akwarystyki.